# Operación Queen
Operación Queen fue una operación conjunta británicoestadounidense durante la Segunda Guerra Mundial como parte de los combates que ocurrían entre Aquisgrán y el Rur en noviembre de 1944. Esta operación tuvo lugar casi simultáneamente con la ofensiva aliada que ocurría en Lorena, pero que tuvo en comparación mucho menos éxito.

## Antecedentes

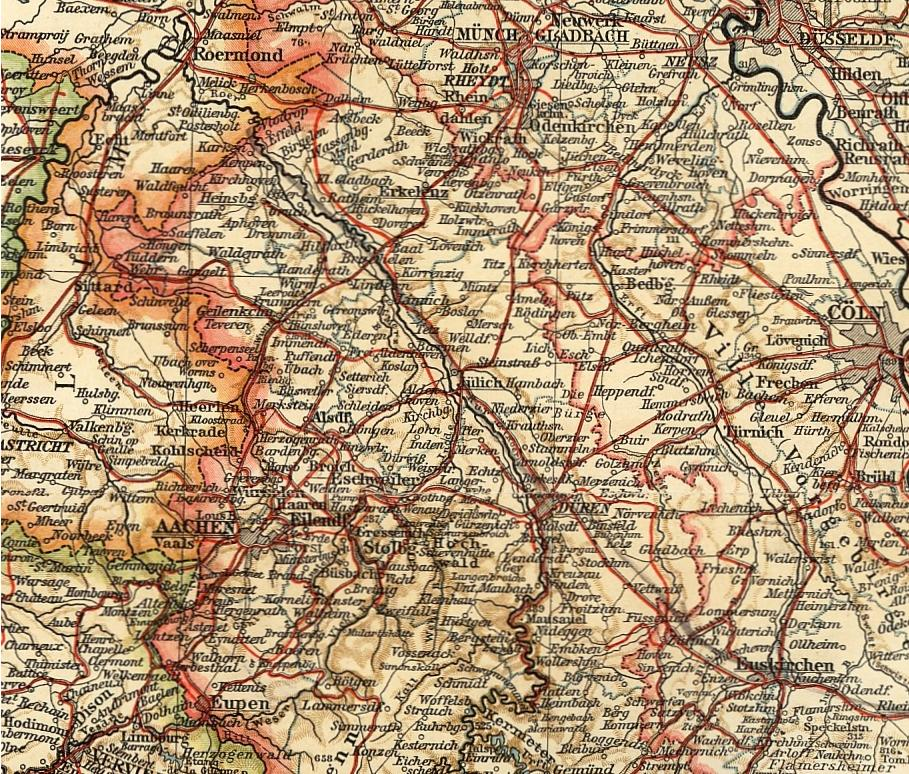
El área del avance en el mapa.

Después del desembarco aliado en Normandía en junio de 1944, los estadounidenses y británicos expulsaron a los alemanes de Francia después de feroces combates contra ellos. En la segunda quincena de septiembre, la operación Market Garden había fracasado. Del 2 al 21 de octubre de 1944 combatieron y vencieron a los alemanes en la batalla de Aquisgrán. Sin embargo, debido a dificultades de suministro y al agotamiento general, se detuvieron frente al Muro Occidental (Línea Sigfrido) para reorganizarse y reposicionarse. Aunque el Muro Occidental estaba obsoleto y desarmado, la propaganda alemana causó a que los aliados lo viesen como un obstáculo serio al que no querían enfrentarse sin antes estar preparados. Los alemanes aprovecharon este respiro y reorganizaron así sus maltrechos ejércitos; la población también fue utilizada para cavar trincheras y el Muro Occidental fue reforzado a duras penas con armas apresadas. Detrás de la línea de fortificación surgió de esa manera una red de trincheras, fosos antitanques y extensos campos de minas que conectaban entre sí las numerosas ciudades fortificadas improvisadas. Cuando los aliados reanudaron su avance, se encontraron con una feroz resistencia; el avance, que antes era rápido, se convirtió así cada vez más en una guerra de trincheras. A pesar de su abrumadora superioridad en personal y material y su casi total supremacía aérea, su avance hacia el Rin fue muy lento; los alemanes les dieron una feroz batalla defensiva alrededor de cada una de las numerosas aldeas de la región. La resistencia alemana se volvió particularmente dura en el área entre Geilenkirchen, Alsdorf y Würselen al oeste del río Rur. También hubo búnkeres en la Línea Sigfrido, donde se produjeron intensos combates durante semanas, en los que ambos bandos sufrieron grandes pérdidas. Los intentos de flanquear las posiciones defensivas en esta zona avanzando para ello hacia el bosque de Hürtgen terminaron en un desastre. Los estadounidenses que atacaban frontalmente se estaban desgastando ante las fuertes posiciones alemanas en las montañas intransitables, donde difícilmente podían aprovecharse de su superioridad numérica y su poder aéreo. Los feroces contraataques provocaron numerosas bajas. Esto también afectó a la moral de los soldados aliados, quienes, después del rápido éxito en Francia, habían esperado que la guerra terminara pronto y que ahora se enfrentaban a la resistencia más feroz que habían tenido que enfrentarse hasta el momento.

## La planificación
El Alto Mando Aliado planeaba empezar una gran ofensiva contra el Rur en la zona del 1.er y 9.º Ejército estadounidense, cruzarlos en Linnich, Jülich y Düren y formar cabezas de puente. En el futuro se alcanzaría el Rin y se construirían allí cabezas de puente cerca de Düsseldorf y Krefeld para obtener posiciones de partida favorables para el avance hacia el corazón de Alemania el siguiente año. Al mismo tiempo, unidades del 1.er Ejército estadounidense atacarían en la zona del bosque de Hürtgen para mantener a los alemanes en sus posiciones, de modo que desde allí no se pudieran enviar refuerzos al frente del Rur, mientras que el 2.º Ejército Británico debía atacar más al norte. Para preparar esta ofensiva, un gran número de bombarderos estadounidenses y británicos debían destruir con ataques tácticos los centros de abastecimiento del frente alemán y también atacar a las fuerzas enemigas. La totalidad de estas operaciones se resumió bajo el nombre en clave Operación Queen. Los bombarderos estratégicos pesados de la 8.ª Fuerza Aérea fueron asignados para estas operaciones a la zona de posiciones fortificadas alrededor de Eschweiler y Aldenhoven, mientras que los bombarderos medianos de la 9.ª Fuerza Aérea fueron asignados a la segunda línea de defensa alrededor de Jülich y Langerwehe. Mientras tanto, el Comando de Bombarderos de la RAF debía asestar un duro golpe a los centros de comunicaciones de Jülich y Düren. También debía planear como objetivos alternativos los centros de transporte más pequeños de Heinsberg, Erkelenz y Baal. Al principio estaba previsto que la ofensiva comenzara el 10 de noviembre, pero el mal tiempo hizo que se pospusiera hasta el 16 de noviembre de 1944. La ofensiva de las fuerzas terrestres debía comenzar inmediatamente después del final de los ataques aéreos para evitar que las tropas amigas fueran alcanzadas y al mismo tiempo garantizar que el enemigo tuviera la menor oportunidad posible de recuperarse del shock de los ataques.
Sin embargo, los aliados habían elegido con diferencia la sección más fuertemente defendida del Frente Rur, porque, además de las posiciones fuertemente desarrolladas y las unidades en el frente, el 5.º Ejército Panzer estaba posicionado en el interior con considerables reservas de tanques y artillería. Aunque, como todas las demás unidades, estaba muy por debajo de sus efectivos previstos, todavía representaba un factor importante y podía brindar así un fuerte apoyo a los defensores.

## La ofensiva

### Ataque aéreo preparatorio
En las horas del mediodía del 16 de noviembre de 1944 entre las 11:13 p. m y 12:48 p. m. las unidades de bombarderos estadounidenses llevaron a cabo sus ataques. 1.191 bombarderos pesados de la 8.ª Fuerza Aérea bombardearon las ciudades de Eschweiler, Weisweiler y Langerwehe con un total de 4.120 toneladas de bombas, mientras que 339 cazabombarderos de la 9.ª Fuerza Aérea atacaban Hamich, Hürtgen y Gey  con 200 toneladas de bombas. Mientras tanto, un total de 1.188 Halifax, Lancaster y Mosquitos del Comando de Bombarderos de la RAF realizaron fuertes ataques contra Düren, Jülich y Heinsberg.
Especialmente el ataque a Jülich fue extremadamente violento, porque los mapas de las tropas francesas y estadounidenses todavía mostraban el lugar como una fortaleza, algo que ya no era así. Se esperaba que el ataque pudiera destruir las posiciones defensivas supuestamente muy fuertes. En el periodo comprendido entre las 15:28 p.{{esd}m. y 15:50 p. m. grandes cantidades de explosivos y bombas incendiarias cayeron sobre la ciudad. Se lanzaron las siguientes bombas explosivas:
- 4000 libras: 75 piezas
- 2000 libras: 361 piezas
- 1000 libras: 1945 piezas
- 500 libras: 1613 piezas

Un total de 3994 bombas explosivas con 1711 toneladas de peso, además 123.518 bombas incendiarias, lanzadas individualmente o en contenedores de 106 piezas, fueron lanzadas.

La ciudad quedó completamente devastada durante el ataque y quemó además durante varios días a causa de él. La red de carreteras y ferrocarriles, la industria y la infraestructura, así como el puente Rur, fueron destruidos, al igual que alrededor del 97 % de las casas y apartamentos de la ciudad. Hubo grandes pérdidas entre la población civil y las Fuerzas Armadas. A Düren, que también quedó casi completamente destruida por un incendio cuasado por el ataque, no le fue mejor y Heinsberg también sufrió graves daños.

### Ofensiva terrestre
A las 12:45 horas del día 16 de noviembre de 1944, el 9.° Ejército de EE. UU., después del 80 minutos de bombardeos preparatorios con 700 cañones y apoyados por fuertes formaciones de tanques, iniciaron el ataque. A pesar de la minuciosa preparación, las líneas de suministro cortadas y la fuerte superioridad numérica de los atacantes, las débiles unidades alemanas resistieron esencialmente y se retiraron muy lentamente. Los aliados sufrieron grandes pérdidas y tardaron muchísimo en ganar terreno. Los bombardeos en alfombra anteriores no habían logrado mucho contra las posiciones bien desarrolladas; la mayoría de las bombas caídas no estaban dirigidas, destruyeron sólo lo que ya había sido destruido y no pudieron causar mucho daño a las posiciones defensivas bien desarrolladas complementadas con tanques atrincherados. Aunque los aliados pudieron cegar a los observadores de artillería alemanes bombardeándolos continuamente con granadas de humo, la artillería alemana experimentada en la guerra apuntó excelentemente a los puntos más importantes del terreno y tuvo un efecto terrible. En el primer día, la ofensiva estadounidense avanzó poco; los alemanes mantuvieron sus posiciones, aunque con grandes pérdidas. Los atacantes sufrieron especialmente por el terreno fuertemente minado. Las altas pérdidas significaron que la infantería y los tanques apenas podían avanzar. Las aldeas fortificadas fueron atacadas con éxito en algunos lugares, pero a menudo se perdieron en contraataques. Después de dos días, el avance se detuvo en casi todas partes comenzándose así la guerra de trincheras.
Durante las siguientes cuatro semanas, continuaron los feroces combates en la orilla occidental del Rur. Aunque los estadounidenses avanzaron gradualmente hacia el río, todavía hubo feroces combates en todos los pueblos y ciudades. El único éxito considerable fue la captura de Linnich. Durante los combates por la ciudad también tuvo lugar una gran batalla de tanques, en la que los estadounidenses mantuvieron el campo con grandes pérdidas. Sin embargo, no pudieron cruzar el río y formar cabezas de puente, lo que fue impedido por la tenaz resistencia de los alemanes atrincherados, el intenso fuego de artillería y los ataques aéreos ocasionales de los aviones de ataque alemanes. El mal tiempo afectó a ambos bandos, el terreno en mal estado dificultaba todos los movimientos y daba ventajas a los defensores. Además, el río se desbordó, dificultando así su cruce. Las nubes bajas y la lluvia constante hacían a menudo inútil la superioridad aérea aliada, pero cuando las nubes se abrieron, los omnipresentes cazabombarderos aliados paralizaron todo movimiento en tierra e infligieron numerosas bajas en el lado alemán. Al mismo tiempo, los estadounidenses también atacaron de nuevo en el bosque de Hürtgen, por lo que el alto mando alemán vio en peligro la ofensiva de las Ardenas que se estaba preparando debido a la violenta presión del enemigo contra el frente occidental: si los estadounidenses cruzaban el Rur o ponían el Eifel bajo su control, los ataques de los flancos aliados pondrían en peligro el plan de ataque. Por este motivo, el alto mando liberó algunas unidades de artillería, tanques e infantería de los despliegues reunidos para la contraofensiva con el fin de mantener a toda costa el frente del Rur hasta el inicio de la ofensiva. A pesar de la falta de soldados, municiones y combustible, y a pesar de que las unidades que luchaban en el Rur estaban desangradas y exhaustas después de meses de combates casi continuos, se logró el objetivo táctico. El factor decisivo fue el fuego de artillería pesada bien dirigido, que los estadounidenses no pudieron silenciar debido al mal tiempo y que a menudo cortaba de raíz sus ataques. También se utilizaron cañones de ferrocarril en mayor escala. Con el inicio de la batalla de las Ardenas el día 16 de diciembre de 1944, los estadounidenses, completamente sorprendidos por ello, tuvieron que detener temporalmente sus ataques en el marco de la Operación Queen.

## Resultado
En general, la Operación Queen fue un fracaso. A pesar de una cuidadosa preparación, los aliados no pudieron derrotar decisivamente las defensas alemanas al oeste del Rur y establecer cabezas de puente para el avance hacia el Rin. En cambio, los atacantes se vieron envueltos en costosos enfrentamientos casa por casa y de trincheras y tuvieron que luchar por cada metro de terreno. El comienzo de la batalla de las Ardenas alivió a los defensores alemanes y obligó a los estadounidenses a cesar su ofensiva. No fue hasta febrero de 1945 que lograron cruzar el Rur, pero entonces el camino hacia el Rin quedó despejado.

## Literatura
- Helmut Scheuer:  Wie war das damals? Jülich 1944-1948 . Verlag des Geschichtsvereins. 1985, ISBN 3-9800914-4-9. (en alemán).
- Hans Kramp: Rurfront 1944/45 . Verlag Fred Gatzen, 1981, ISBN 3-923219-00-8 (592 páginas). (en alemán).

- Centro de Historia Militar del Ejército de los Estados Unidos : Batalla de la llanura de Roer
  - Cap. 21: Clearing the Inner Wings of the Armies (en inglés).
    - Mapa

  - Cap. 22: The Roer River Offensive (en inglés).
  - Cap. 23: The Geilenkirchen Salient (en inglés).
  - Cap. 24: Ninth Army's Final Push to the Roer (en inglés).
    - Mapa